# Гудрид Торбьярнардоттир
Гудрид Торбьярнардоттир (то есть Гудрид, дочь Торбьёрна, исл. Guðríður Þorbjarnardóttir) (около 980, ферма Лёйгарбрекка на мысу Снайфедльснес — середина XI в., пос. Глёймбайр) — исландская путешественница, жена Торфинна Карлсефни.

## Биография
Её биография примечательна тем, что она жила в различных местах скандинавского мира своего времени, а ближе к концу жизни также активно путешествовала по Европе.
Её путешествия начались, когда она выразила желание выйти замуж за некоего Эйнара, чей отец был рабом. Отец, Торбьёрн Вилфиссон, отказал ей, поскольку сам был сыном раба и не хотел, чтобы дочь пережила подобные унижения; после этого Гудрид начала искать способ сбежать. Однако вместо этого ей пришлось отправиться вместе со своим отцом в путешествие на дальние берега Гренландии, чтобы сопровождать Эрика Рыжего. По видимому, ещё до экспедиции при неясных обстоятельствах она вышла замуж за некоего Торира родом из Норвегии, который тоже участвовал в экспедиции. После того, как оставшиеся в живых перезимовали на дальнем побережье Гренландии, их привёз на родину Лейф Эйрикссон.
После возвращения она поселилась в посёлке Братталид в Гренландии, где вышла замуж за Торстейна, брата Лейфа и сына Эрика. Примерно в это время, согласно сагам, она познакомилась с христианством; упоминается эпизод, когда она поначалу отказывалась исполнять магические песнопения, которыми она владела, поскольку считала их несовместимыми с христианством, но присутствующим удалось её уговорить.
Вместе со своим новым супругом Торстейном она отправилась в неудачное путешествие в Винланд в Северной Америке, который, по-видимому, соответствует недавно открытому поселению Л’Анс-о-Медоуз на Ньюфаундленде в Канаде. Брат её мужа, Лейф Эйрикссон, основал поселение в Винланде, которое просуществовало несколько лет, и сейчас считается первым европейцем, высадившимся в Северной Америке (за исключением Гренландии).
Торстейн со своей командой так и не доплыл до Винланда, задержавшись на зимовку в Гренландии, где он и многие члены команды умерли от болезней. Гудрид некоторое время оставалась у его тела, а затем вновь переехала в Братталид, где вышла замуж за торговца по имени Торфинн Карлсефни. Около 1010 года они предприняли попытку колонизировать Винланд на трёх кораблях со 160 поселенцами. Среди поселенцев была прославившаяся своим коварством Фрейдис Эриксдоттир, которая, согласно Саге о Гренландцах и Саге об Эрике Рыжем, была сестрой или сводной сестрой вышеупомянутого Лейфа Эйрикссона.
В Винланде Гудрид родила от своего нового мужа Торфинна сына по имени Снорри Торфиннссон; он был первым известным европейцем, родившимся в Новом Свете. Вскоре после рождения Снорри небольшая семья вернулась в Гренландию. В Исландии от Торфинна родился её второй сын Торбьёрн.
Через некоторое время её муж умер, и ферму унаследовал Снорри. Снорри имел многочисленное потомство, у Торбьёрна был один сын; потомки обоих также оставили потомство.
В то время происходила христианизация Исландии. Гудрид сыграла важную роль в распространении христианства, а после женитьбы её сына отправилась в паломничество в Рим. Она посетила Ватикан, где разговаривала с Папой о религии и о том, что она видела. Пока она путешествовала, Снорри построил церковь рядом с семейными владениями в посёлке Глёймбайр на северной оконечности Исландии.
По возвращении из Рима Гудрид полностью посвятила себя религии и жила в отшельничестве, за что её стали позднее почитать как святую, хотя церковь никогда не причисляла её ни к святым, ни к блаженным. Лютеранская церковь посвятила ей храм в новом районе Графархольт, на северной окраине Рейкьявика.
Генеалогия Гудрид хорошо известна по сагам. Хотя Гудрид имела двоих детей в браке с Торфинном, все потомки мужского и женского пола стали священниками (вплоть до епископов) или монахами. Таким образом, у Гудрид нет современных живых потомков.

## В культуре
Её история рассказана в романе шотландской писательницы Маргарет Эльфинстон, опубликованном в 2000 году под названием «Морская дорога».
Также её история упоминается в главе «Пилигрим» в книге «По древним улицам» Матейса Дина.
В романе Гарри Гаррисона «Фантастическая сага» история Гудрид рассказана в пародийном ключе; по сюжету, она была американской актрисой, которая оказалась в прошлом и поехала с Торфинном в Северную Америку, думая, что это просто часть сценария снимаемого фильма, но окончательно привязалась к нему после рождения сына Снорри в Винланде.
Так же Гудрид является героиней книги «Сага о Гудрид», авторства Кирстен А. Сивер.